# 베디 (제단)

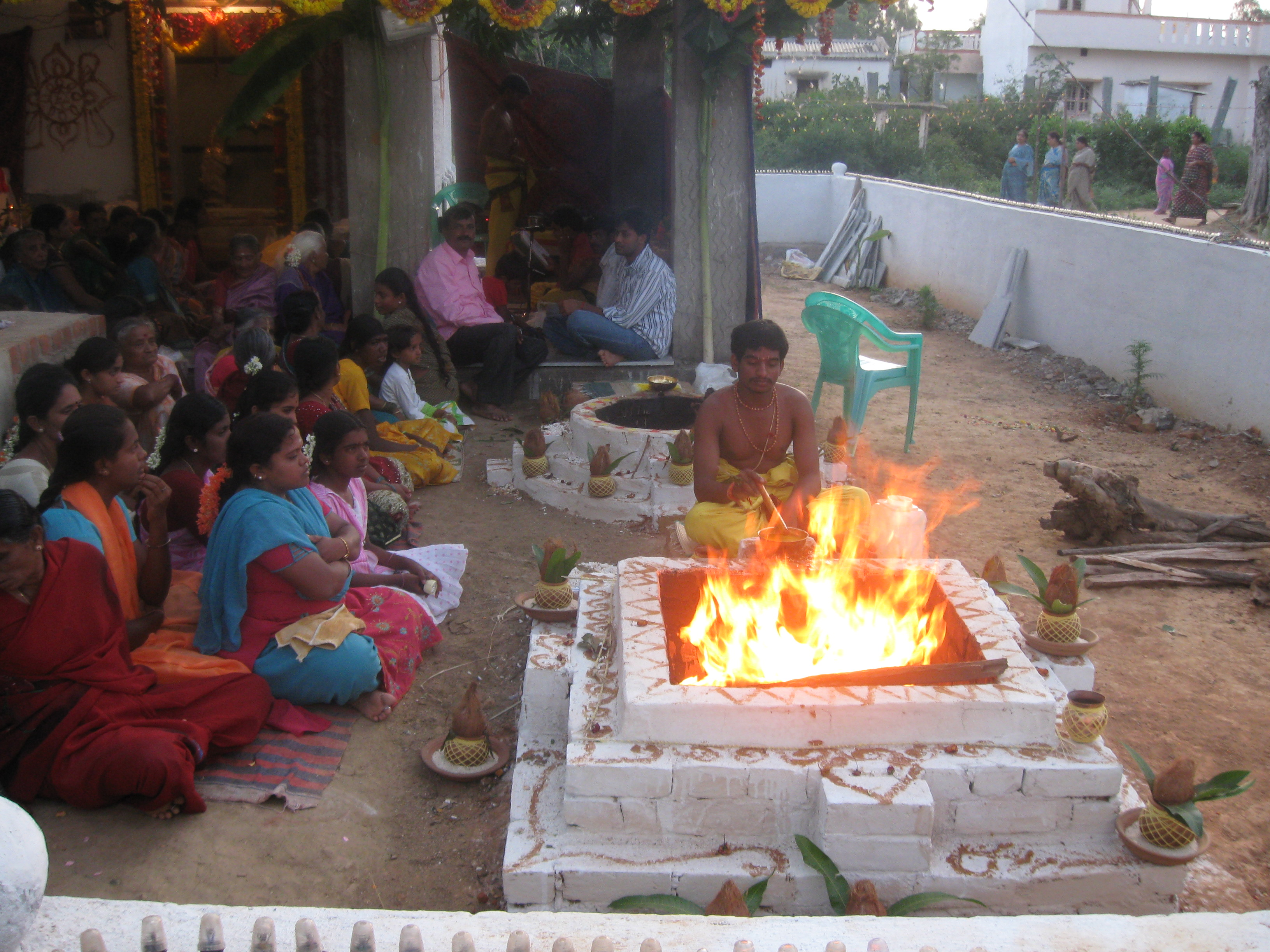
현대식 베디.

베디는 힌두교의 번제인 야즈나를 지내는 제단으로, 힌두교 결혼식에서는 이 제단 주위를 도는 의식이 존재하며, 힌두교의 사원인 만디르에는 베디 제단이 존재하는 경우가 많다.

## 같이 보기
- 야즈나